# 小島康史
小島 康史（こじま やすふみ、1962年 - )は、岐阜県出身の映像作家。日本文理大学教授。

## 来歴・人物
専修大学北海道短期大学商科から専修大学商学部へ編入し、1985年3月に卒業。西武百貨店へ入社するも、1989年に日本映画学校に入学（1期生）。監督コース（2年）、ドキュメンタリー専科（1年）を卒業。
西武百貨店入社日に見た今村昌平監督の「楢山節考」に深い感銘を受け、1年で退社。その後、日本映画学校に入学。在学中は武田一成監督に師事し、2時間ドラマ「火曜サスペンス・霊感を売る女たち」でスタッフデビューする。在学2年次にドキュメンタリー作品「瞼の紙芝居節」で監督をし（構成：伊藤康隆、編集：辻裕之）、ヒロシマ国際アマチュア映画祭にて優秀賞を受賞する。卒業制作のドキュメンタリー作品「らせんの素描・牙子編」が武重邦夫の目に留まり、同氏に師事しながら演出を学ぶ。3年の年月を掛けた劇場用ドキュメンタリー映画「らせんの素描」を完成させると、日本初の男性同性愛を扱った作品として評判を呼び世界各地の映画祭から出品依頼を受ける。翌年、久保田傑の城戸賞受賞作「福本耕平かく走りき」をプロデュースする。

ドキュメンタリー映画からテレビ番組、CM、プロモーション作品、広報ビデオ制作など、ジャンルを問わず映像制作を手掛けている。
一方で教育活動にも従事し、日本映画学校映像科専任講師（1995年～2009年）、日本大学文理学部国文学科非常勤講師（1998年～2010）、浜松大学ビジネスデザイン学部准教授（2008年～2015年）を経て、日本文理大学工学部情報メディア学科教授（2016年～）。
日本映画学会会員。

## 映画祭作品招待・受賞歴
- 第8回ヒロシマ国際アマチュア映画祭 優秀賞（朝日新聞社賞）受賞
- 第3回アムステルダム国際ドキュメンタリー映画祭 作品招待
- 第15回香港国際映画祭 作品招待
- 第3回ニューヨーク国際Ｌ＆Ｇ映画祭 作品招待
- 第15回サンフランシスコ国際Ｌ＆Ｇ映画祭 作品招待
- 第14回アジア・アメリカン国際映画祭 作品招待
- 第16回トロント国際映画祭 作品招待
- 第10回バンクーバー国際映画祭 作品招待
- 第4回東京国際映画祭「NIPPON CINEMA NOW」作品招待
- 第47回教育映画祭 優秀作品賞（社会教育部門）受賞
- 第23回トリノ国際Ｌ＆Ｇ映画祭 作品招待

## 主な作品
- 「瞼の紙芝居節」（1987年）監督
- 「らせんの素描・牙子編」（1989年）監督
- 「らせんの素描」（1991年）監督
- 「福本耕平かく走りき」（1992年）プロデューサー
- 「JAPAN'S RALLWAY」（1993年）監督
- 「あの人のために」（1994年）プロデューサー
- 「ステンドグラス」（1995年）監督
- 「明日のアジアとシネマ」（1996年）構成
- 「古武術・体術」（1996年）監督
- 「きのこはバイオの力」（1997年）監督
- 「国際ペア囲碁大会」（1997年）監督
- 「健康の秘訣はごはん食・講義編」（1998年）監督
- 「健康の秘訣はごはん食・料理編」（1998年）監督
- 「健康長寿は日本型食生活から」（1999年）監督
- 「地域に広がる長寿食の知恵」（1999年）監督
- 「川崎21世紀〜カウントダウンイベント」（2000年）監督
- 「JA改革の実践とリーダーシップ JA南すおうの改革」（2001年）監督
- 「何のための改革か JA愛知東の改革」（2001年）監督
- 「日本農業新聞」（2002年）監督
- 「組合員組織の活性化とリーダーシップ JA松本ハイランドの改革」（2002年）監督
- 「棋士・藤沢秀行の世界」（2003年）監督
- 「大都市にあり農の心を忘れずに JA福岡市の改革」（2003年）監督
- 「何をすべきか、また何ができるか JAとぴあ浜松の改革」（2004年）監督
- 「私たちのJA III」（2004年）監督
- 「地域に同化する JA十日町の改革」（2005年）監督
- 「小さな書家 金澤翔子の世界」（2005年）監督
- 「小さなJA 大きな貢献 JA相馬村の改革」（2006年）監督
- 「めっけもん広場を核にして JA南紀の里の改革」（2007年）監督
- 「オリエンタル・グリーン」（2008年）監督
- 「遊行舎公演・しんとく丸」（2009年）映像制作総指揮
- 「柳田泰山・楷書千字文」（2010年）監督
- 「ファーマーズマーケットが守る食と農業」（2011年）制作統括
- 「教えます、振込み詐欺の手口！」（2012年）制作統括
- 「羽ばたけドラ１☆鈴木翔太選手の素顔」（2013年）監督
- 「拡がる病児のきょうだい支援」（2014年）監督
- 「西湖山　龍雲寺」（2014年）監督
- 「金澤翔子・仏の書」（2015年）監督
- 「金澤翔子・感謝の書」（2017年）監督